# Williams FW37
O FW37 é o modelo de carro de corrida fabricado pela equipe Williams para a disputa da temporada de Fórmula 1 de 2015, pilotado por Felipe Massa e Valtteri Bottas. O modelo foi lançado no dia 1 de fevereiro, em Jerez de la Frontera. Mas foi revelado no dia 21 de Janeiro onde a equipe inglesa divulgou imagens do carro.

## Desempenho
O carro da Williams foi o que mais cresceu ao longo da temporada de 2014. Com as poucas mudanças de regulamento, o FW37 é uma evolução do bólido do ano passado. Equipada com motor Mercedes, a escuderia inglesa está confiante em começar o ano com um bom pacote.

## Estatística
| Felipe Massa | X               | Valtteri Bottas |
| ------------ | --------------- | --------------- |
| 121          | Pontos          | 136             |
| 0            | Vitórias        | 0               |
| 0            | Pole Positions  | 0               |
| 0            | Volta Rápida    | 0               |
| 2            | Pódios          | 2               |
| 2            | Abandonos       | 1               |
| 1            | Desclassificado | 0               |

## Resultados
| Pos | Piloto          | Nu. | AUS | MAL | CHN | BHR | ESP | MON | CAN | AUT | GBR | HUN | BEL | ITA | SIN | JAP | RUS | EUA | MEX | BRA | UAE | Pts | Pts da Equipe | Pos da Equipe |
| --- | --------------- | --- | --- | --- | --- | --- | --- | --- | --- | --- | --- | --- | --- | --- | --- | --- | --- | --- | --- | --- | --- | --- | ------------- | ------------- |
| 5   | Valtteri Bottas | 77  | NL  | 5   | 6   | 4   | 4   | 14  | 3   | 5   | 5   | 13  | 9   | 4   | 5   | 5   | 12† | Ret | 3   | 5   | 13  | 136 | 257           | 3º            |
| 6   | Felipe Massa    | 19  | 4   | 6   | 5   | 10  | 6   | 15  | 6   | 3   | 4   | 12  | 6   | 3   | Ret | 17  | 4   | Ret | 6   | DSQ | 8   | 121 | 257           | 3º            |

Negrito = Pole Position.
Itálico = Volta Mais Rápida
Ret = Não completou a prova.
† = Classificado pois completou 90% ou mais da prova.
DSQ = Desclassificado da prova.